# 伊爾-80
伊留申伊尔-80（俄语：Илью́шин Ил-80，北約代號：Maxdome）是一架由-86客機改裝的俄羅斯空降指揮和控制飛機，又可以稱為「末日飛機」。

## 發展

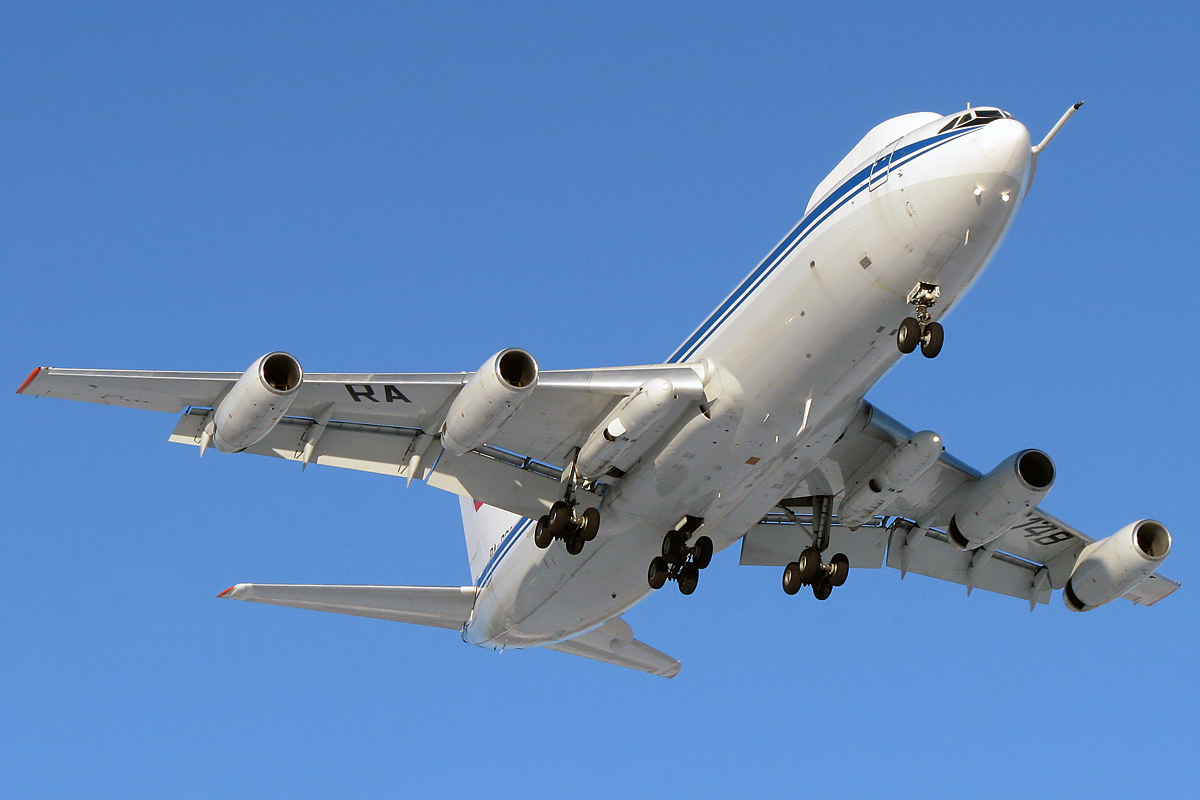
機身左前側可見空中加油探頭

此飛機的俄羅斯代號是Aimak或Eimak（蒙古語意為“部族”）。據了解，此飛機於1985年夏天首次飛行，第一次改良後飛行於1987年3月5日進行試飛，同年後期開始交付。總共有四架伊尔-80，均從伊尔-86s改裝而成。 它們的註冊編號分別為CCCP-86146至86149，並且於1992年首次被外國攝影師拍攝。
伊尔-80是從伊尔-86進行了大量更改後誕生，旨在發生核戰爭時用作俄羅斯官員，包括總統的空中指揮中心。 伊尔-80的作用類似波音E-4。 伊爾-80的外部並沒有窗戶（除了駕駛艙裡的窗戶），避免飛機內部受到核爆炸和核電磁脈衝的影響。 只有左側的上層甲板前門和右側的後門保留了原有設計。整架飛機只有一扇機艙門，較伊尔-86的三扇少。並且會用一塊擋板擋住駕駛艙的窗戶，有阻阻隔EMP或RF脈衝。
與標準的伊尔-86客機不同，伊尔-80的機艙安裝了兩個發電機艙。位於機翼下的每個吊艙長約9.5米，直徑約1.3米。兩個吊艙都設有著陸燈。 
與E-4B一樣，背部裝有先進衛星通信設備， 以及在機身尾翼安裝了天線，用於極低頻 (VLF) 無線電發射和接收（可能用於與彈道導彈潛艇進行通信）。

## 替換
在目前升級結束後，預計以伊留申-96-400商用飛機為基礎製作的新空中指揮中心取代伊尔-80，作為末日飛機交付使用。 

## 操作
製作完成後，四架伊尔-80交付至位於莫斯科附近的契卡洛夫斯基空軍基地的第8特殊用途航空師使用。
截至2011年，三架伊尔-80仍在服役。它們的塗裝與俄羅斯航空相同；國際民事登記編號為RA-86147、RA-86148和RA-86149。第一架伊尔-80的註冊編號為RA-86146，被拍到引擎被拆卸，顯然已經停止使用。截至2011年，伊尔-80仍然駐紮在位於莫斯科東北30公里的契卡洛夫斯基空軍基地。此飛機在飛行期間很少被觀察到，即使在航展上亦最少出現過一架。
2020年12月，俄羅斯媒體報道稱，其中一架伊尔-80在維修期間無線電通信設備被盜。

## 使用國
俄羅斯
- 俄羅斯空軍 - 第 8 特種航空師，契卡洛夫斯基空軍基地

## 類似機型
- 波音 E-4
- E-8 指揮機
- 圖波列夫Tu-204

## 更多
- 末日飛機